# 话题优先语言
語言學中，话题优先语言（Topic-Prominent Language）會通過語法來表達句中的主題和謂語——亦即主題和描述文，相對於英語等主語优先语言（Subject-Prominent Language），不受主詞、動詞格和受詞等規限。像汉语、日语、韓语、越南语、馬來语、印尼语、新加坡式英語、芬蘭語、馬札兒语以及索馬里語等都是典型的话题优先语言。

## 特徵
许多话题优先语言共享一些因句子围绕话题（而不是主语或宾语）而产生的句法特征：
- 倾向于淡化被动语态的作用，因为被动是将主语默认为话题的语言中，句子宾语变为主语的过程；
- 罕见虚词或“形式主语”(虚设代词)，如英语It's raining中的it；
- 常有所谓“双主语”句，实际上是话题+主语。例如下面的句子模式常见于话题优先语言：

标准汉语
这个人 个子 很高。
这个人(话题)个子(主语)很高。
　
日语

sono yashi-wa happa-ga ookii
那棵椰子树(话题)叶子(主语)很大。
- 没有冠词，冠词是另一种暗示新老信息差别的手段。
- 主语和宾语的标记间无显著差异。

缅彝语群傈僳语是高度的话题优先语言，:457–489Sara Rosen说“每个从句都有一个可辨识的话题，但常常无法区分主语和直接宾语，也无法区分施事和受事。傈僳语实际上没有能可靠地判断主语或宾语的标志。”这样的歧义如下例：
| làthyu          | nya  | ánà | khù | -a    |
| 人们            | 话题 | 狗  | 咬  | -陈述 |
| a. “人们咬狗”   |      |     |     |       |
| b. “人们被狗咬” |      |     |     |       |

## 例子
话题优先语言的例子多见于东亚语言，如汉语、日语、韩语、越南语、马来语、印度尼西亚语、新加坡英语和马来西亚英语。土耳其语、匈牙利语、:172–181索马里语和美洲原住民语言如苏族语也是话题优先语言。现代语言学研究发现，巴西葡萄牙语也是话题优先或话题-主语优先语言。美国手语也被认为是话题优先语言。

### 普通话
| 張三                                                                          | 我 | 已經 | 見過 | 了。 | → | 通常语序*： | 我 | 已經 | 見過 | 張三 | 了。 |
| *注：普通话语序以SVO为主，不过也允许宾语上升为句子的话题，此时表现为OSV语序。 |    |      |      |      |   |             |    |      |      |      |      |

### 日语
|                |          |         |  |          |          |
| natsu-wa       | hi-ga    | naga-i  |  | yoru-ga  | mizika-i |
| 夏-top         | 白天-nom | 長-npst |  | 夜晚-nom | 短-npst  |
| 夏天日長夜短。 |          |         |  |          |          |

### 拉科塔语
| Miye                                                                        | ṡuŋkawaḱaŋ eya | owiċabluspe           | yelo.     |
| 是那个-1sg                                                                  | 马det.pl       | 抓-3pl.und-1sg.act-抓 | decl.雄性 |
| （对）我（来说），一些马：我抓住了它们。→是我抓住了一些马。(我抓住了些马。) |                |                       |           |

### 土耳其语
| Seni                               | yarın | yine | göreceğim. |
| 你-acc                             | 明天  | 再   | 见-fut-1sg |
| 你明天再我会见。→ 我明天会再见你。 |       |      |            |